# Oinam
Oinam è una suddivisione dell'India, classificata come nagar panchayat, di 6.275 abitanti, situata nel distretto di Bishnupur, nello stato federato del Manipur. In base al numero di abitanti la città rientra nella classe V (da 5.000 a 9.999 persone).

## Geografia fisica
La città è situata a 24° 40' 44 N e 93° 56' 12 E.

## Società

### Evoluzione demografica
Al censimento del 2001 la popolazione di Oinam assommava a 6.275 persone, delle quali 3.084 maschi e 3.191 femmine. I bambini di età inferiore o uguale ai sei anni assommavano a 811, dei quali 443 maschi e 368 femmine. Infine, coloro che erano in grado di saper almeno leggere e scrivere erano 3.864, dei quali 2.235 maschi e 1.629 femmine.